# ドゥー＝セーヴル県
ドゥー＝セーヴル県（ドゥー＝セーヴルけん、フランス語: Deux-Sèvres フランス語発音: /dø.sɛvʁ/）は、フランスのヌーヴェル＝アキテーヌ地域圏の県である。県内を流れるセーヴル・ナンテーズ川とセーヴル・ニオルテーズ川という2つのセーヴル（Deux-Sèvres）にちなんで名付けられた。

## 歴史
フランス革命後の1789年12月22日の法令施行により、かつてのポワトゥーの一部、アングーモワやアンジューの一部の領域に1790年3月4日にドゥー＝セーヴル県が設置された。
1973年、県のコミューンであったピュイ＝サン＝ボンヌは、ショレ都市共同体に加わるためドゥー＝セーヴル県から離脱し、メーヌ＝エ＝ロワール県に加わった。

## 地理
ドゥー＝セーヴル県は、ヴィエンヌ県、シャラント県、シャラント＝マリティーム県、ヴァンデ県、メーヌ＝エ＝ロワール県と接している。

## 人口統計
| 1968年 | 1975年 | 1982年 | 1990年 | 1999年 | 2006年 | 2010年 |
| ------ | ------ | ------ | ------ | ------ | ------ | ------ |
| 325608 | 335829 | 342812 | 345965 | 344390 | 359711 | 369270 |

参照元:Insee : 1968-1999, 2006, 2010.

## 経済
ドゥー＝セーヴル県の経済は本質的に農業中心である。乳製品の生産が有名で、ヤギ乳のチーズ、エシレ・バター、そして食肉の生産が続く。この25年間で農業人口は劇的に減少したが、それでも全国平均と比較すると多くが残っている。
県庁所在地ニオールは、フランス中西部のロジスティック及び商業の中心となっている。

## 政治
ドゥー＝セーヴル県は、伝統的にフランス南北の政治的境界となっている。カトリック教徒の多い農地所有者が暮らす県北部では、伝統的に右寄りであるのに対し、県南部ではプロテスタントが多く暮らし、左翼傾向が強い。
ドゥー＝セーヴル県は長らく右翼の砦とみなされてきたが、2007年フランス大統領選挙においては県議会の大半が左翼を支持した。2008年の地方選挙においては、トゥアールも左翼の候補を市長に選んだ。ドゥー＝セーヴル県選出の国会議員4人のうち、3人が左翼で、右翼は1人であった。

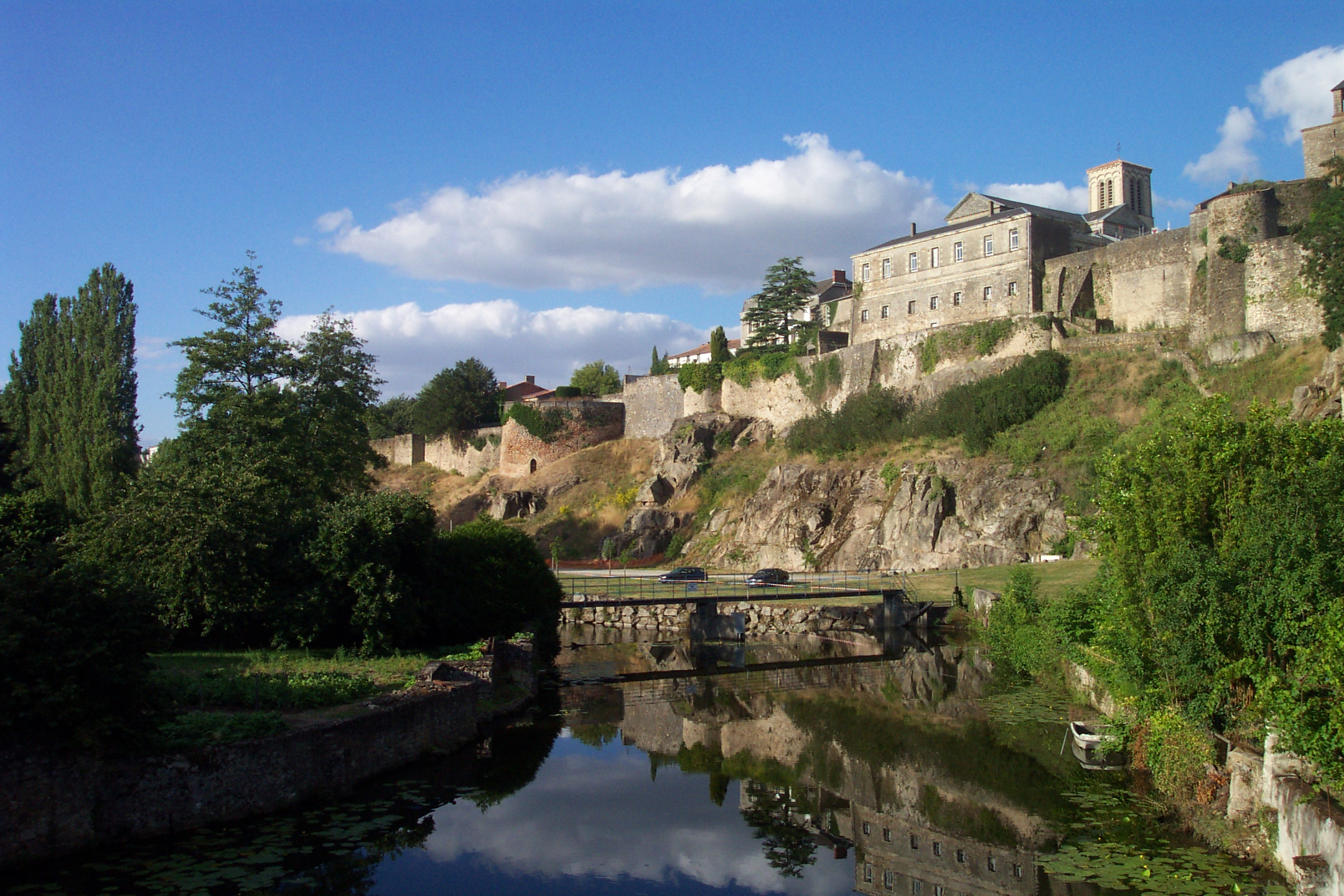
パルトネー城
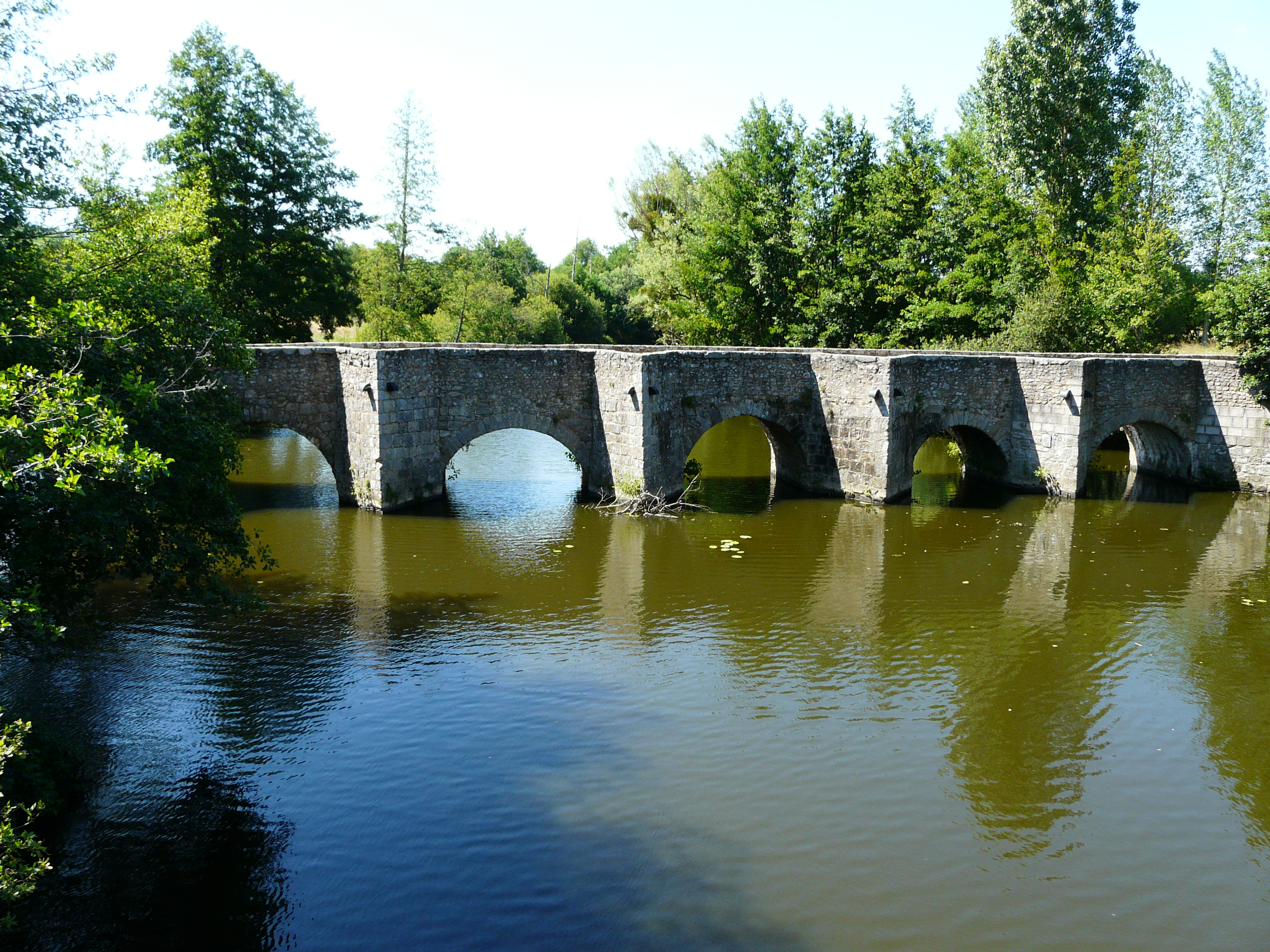
グルジェのローマ時代の橋
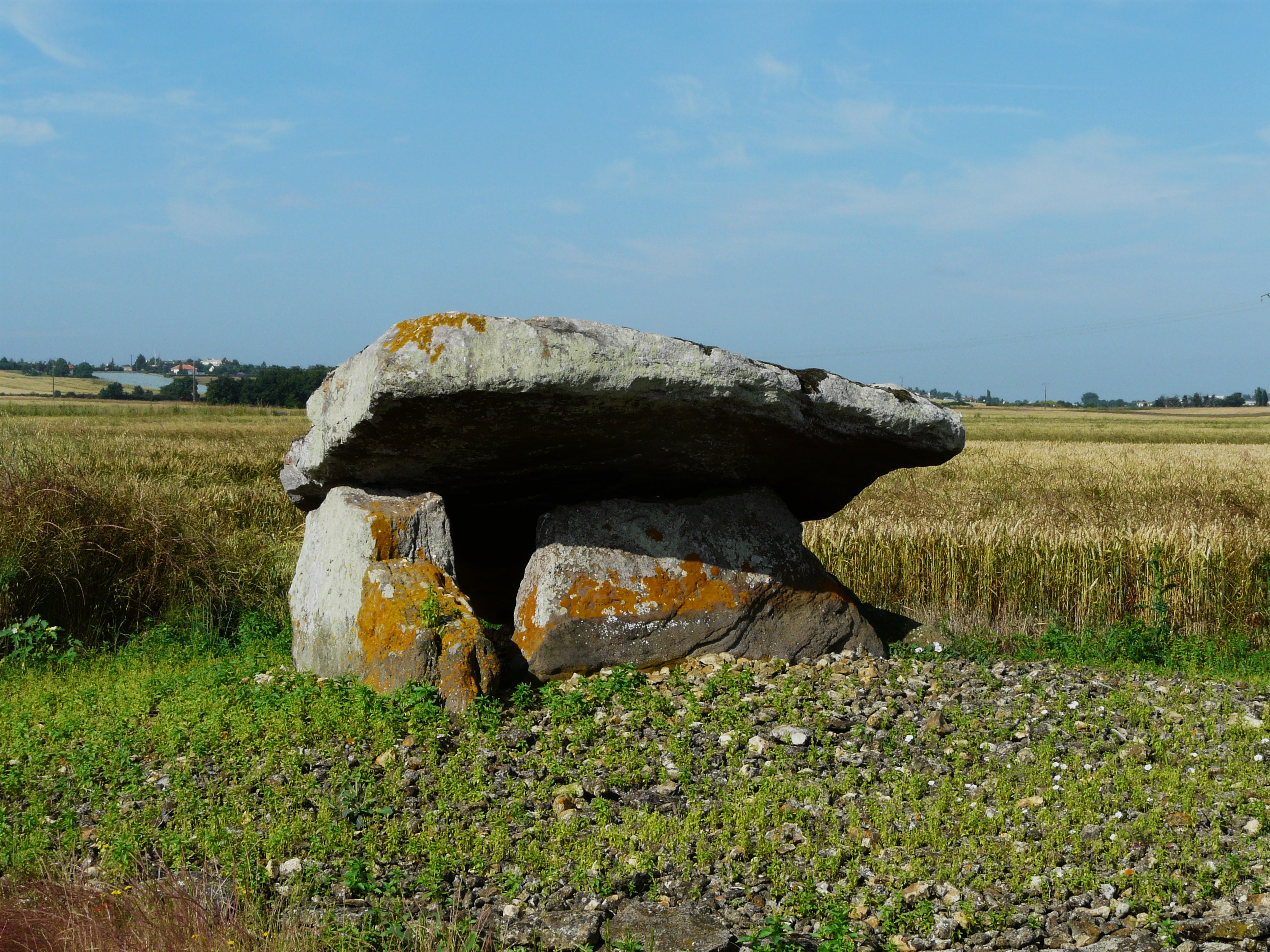
サン＝レジェ＝モンブランの巨石群
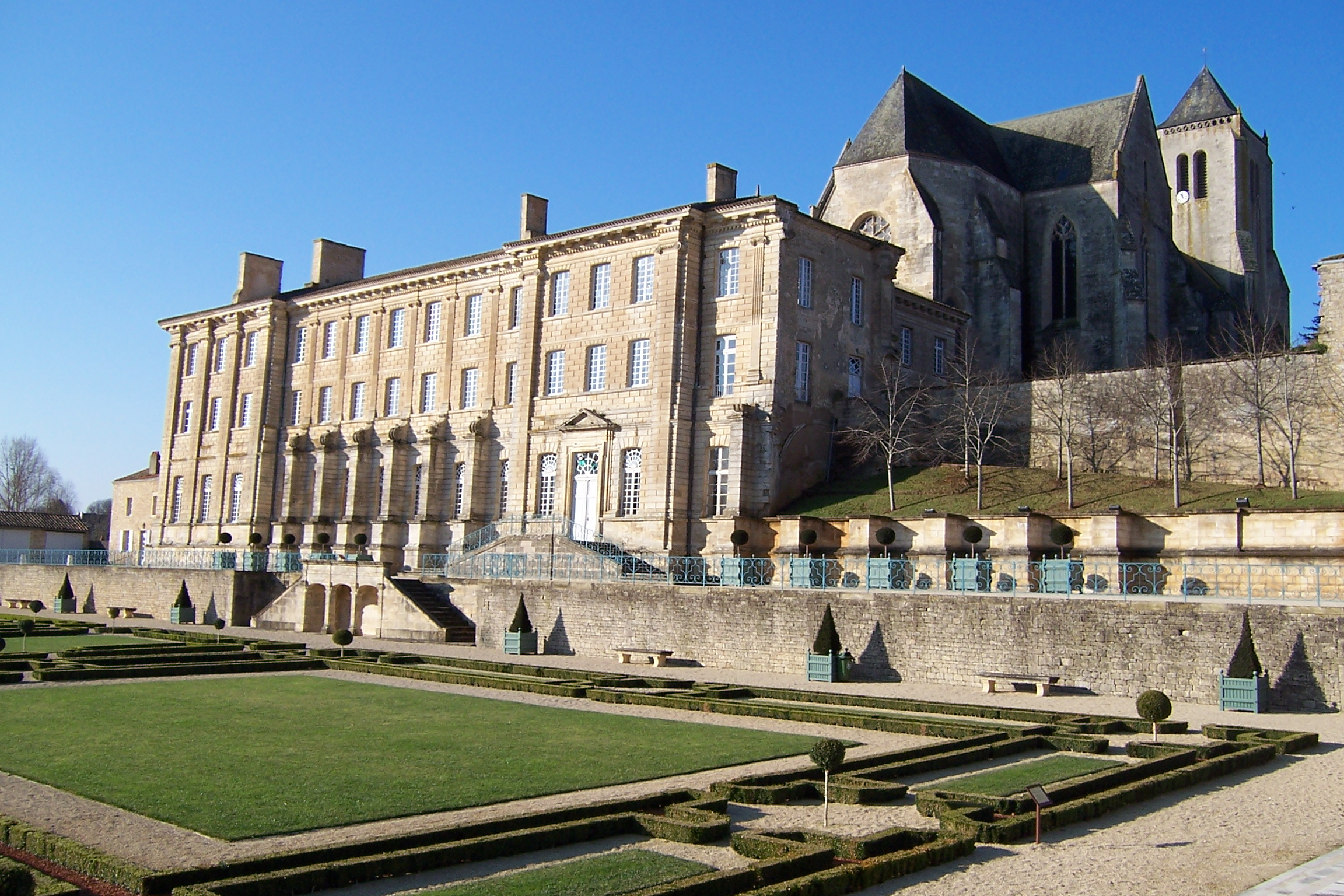
セル＝シュル＝ベル王立修道院